# إعادة بناء فروة الرأس

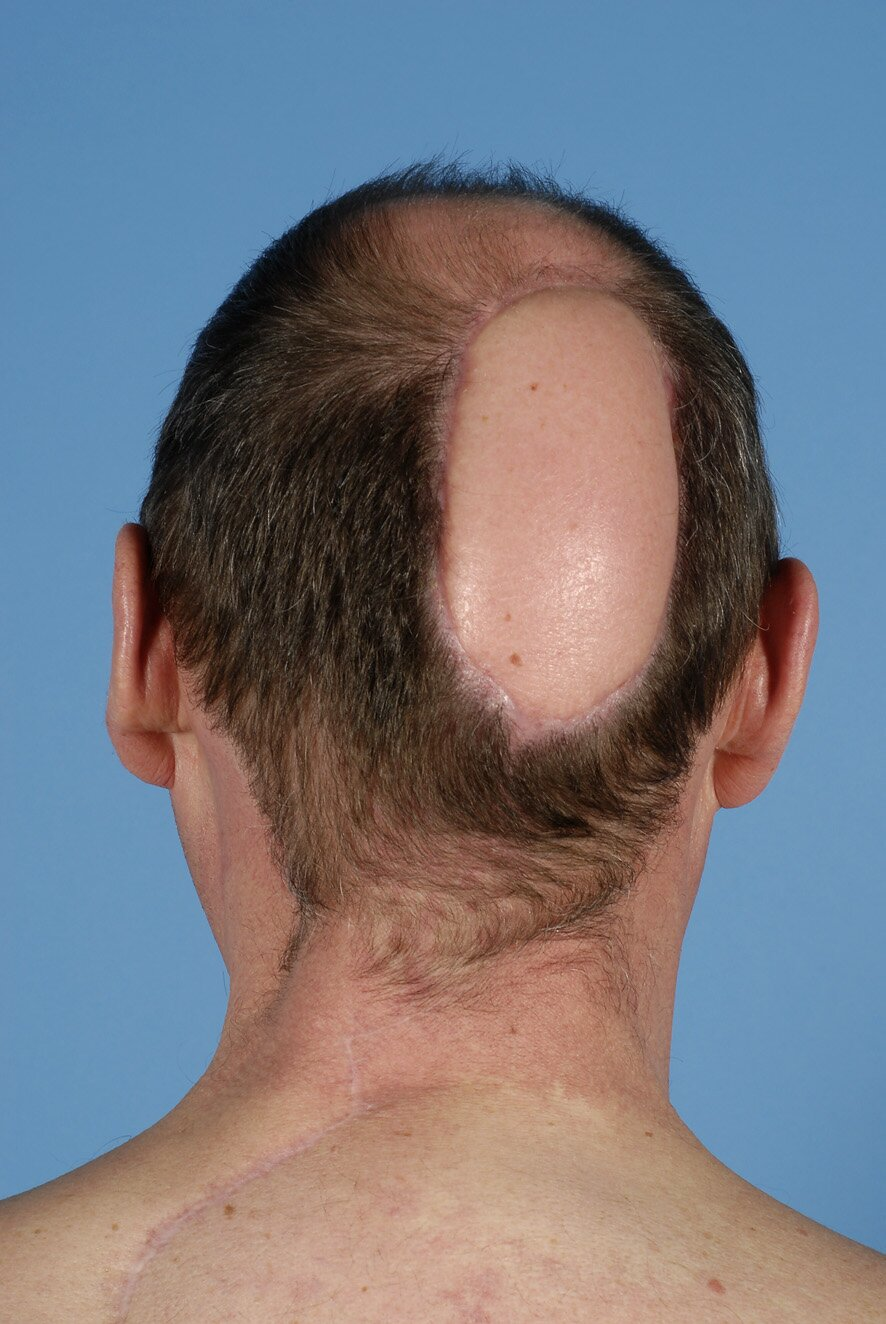
إحدى خطوات إعادة بناء فروة الرأس.

إعادة بناء فروة الرأس هو إجراء جراحي يخضع له الأشخاص الذين يعانون من عيوب في فروة الرأس. قد تشمل عيوب فروة الرأس سماكة جزئية أو كاملة وقد تكون خلقية أو مكتسبة. نظرًا لأنه ليست كل طبقات فروة الرأس مرنة ولأن فروة الرأس لها شكل محدب، يكون استخدام تقنية غلق الجروح الأساسية محدودًا. في بعض الأحيان، قد لا تكون أسهل طريقة لإغلاق الجرح هي الطريقة المثالية أو الأفضل. يعتمد اختيار إعادة البناء على عدة عوامل، مثل طبيعة العيب نفسه وصفات المريض وتفضيل الجرّاح.

## التاريخ
عُرفت «جراحة» الجمجمة والدماغ منذ عصر ما قبل التاريخ. توجد أدلة على إجراء عمليات إعادة بناء فروة الرأس تعود إلى المصريين في سنة 3000 قبل الميلاد، وإلى الإمبراطورية الرومانية. يعود أصل كلمة الجراحة التجميلية على الأرجح إلى الكلمة اليونانية πλαστικός، plastikós lit. بمعنى «قابلة للتشكل»، «قابلة للقولبة». بُذلت محاولات لإعادة بناء الجماجم المشوهة على الرغم من قلة المعرفة في مجالات علم الأعصاب والتشريح والدماغ. عُثر على جماجم تبدو وكأنها خضعت لشكل بدائي من الجراحة من عصور مختلفة في جميع أنحاء العالم. في العصور الوسطى، كان الناس مقتنعين بأن نقب الجمجمة هو علاج لمختلف الأمراض.

## دواعي الاستخدام
تنقسم الأسباب الرئيسية لإجراء إعادة بناء فروة الرأس إلى مجموعتين: خلقية أو مكتسبة. قد تشمل العيوب الخلقية عدم تنسج الجلد الخلقي، والوحمة الخلقية، والتشوهات الوعائية الخلقية والأورام الخلقية. قد تنتج العيوب المكتسبة عن حروق، أو إصابات كليلة، أو رضوض نافذة، أو إصابات قلعية، أو غزو ورمي، أو عدوى، أو عمليات استئصال الأورام، أو حروق إشعاعية، أو صعوبات في التئام الجروح. قد يكون الصلع دافعًا جماليًا لإجراء إعادة بناء فروة رأس حاملة للشعر. مع ارتفاع نسبة الإصابة بسرطان الخلايا القاعدية وسرطان الخلايا الحرشفية وتوضع حوالي 80% في منطقة الرأس والرقبة، يُحتمل أن يزداد عدد عمليات إعادة بناء فروة الرأس في المستقبل. يجب استخدام طريقة ترميمية مناسبة اعتمادًا على حجم وطبيعة العيب. باستخدام جراحة موس، يمكن إبقاء العيب في حده الأدنى، ولكن مع ذلك قد يسبب سرطان الخلايا القاعدية المخترق ضرورة إزالة جزء كبير من فروة الرأس.
على المخطط الانسيابي، تُعرض خوارزمية مبسطة لإعادة بناء فروة الرأس. تتراوح الخيارات من حلول بسيطة لعيوب الجلد الصغيرة إلى عمليات إعادة البناء المعقدة التي تتطلب إعادة بناء الأنسجة المتعددة.
يجب التحكم أولًا في العدوى النشطة والشديدة عن طريق الإنضار الجراحي والعلاج بالصادات الحيوية قبل إجراء إعادة البناء، لأن العدوى قد تسبب تجرثم الدم وتؤثر سلبًا على التئام الجروح.

## التشريح الجراحي
يمكن حفظ الطبقات الخمسة لفروة الرأس، من السطح إلى الداخل، بسهولة باستخدام تقنية الاستذكار. يعد جلد فروة الرأس الأكثر سماكة في جسم الإنسان، إذ تصل سماكته إلى 8 مم، ويحوي نحو 100000 شعرة. تجعل خطوط الشعر عملية إعادة بناء فروة الرأس صعبة لأنه يجب مراعاة خطوط الشعر لتحقيق نتيجة جمالية مرضية. النسيج تحت الجلد هو عبارة عن طبقة دهنية محاطة بأجزاء من الحاجز الليفي الصلب. وتمنع عدم مرونة هذه الطبقة الأوعية الدموية النازفة من التدهور والتراجع تحت الجلد لتحقيق عملية الإرقاء. تقع جميع الأوعية الدموية الكبيرة وأعصاب فروة الرأس في هذه الطبقة. الطبقة التالية هي سفاق الفروة، التي تفصل بين العظم السفلي والطبقات العلوية. لا تخترق الأوعية الدموية الكبيرة وأعصاب فروة الرأس هذه الطبقة. يسمح النسيج الضام الرخو بين السمحاق والصفاق لهذين الهيكلين الصلبين بالانزلاق بسهولة فوق بعضهما البعض ما يسهم في حركة الجلد. وبالتالي، إذا تمت مراعاة تشريح الأوعية الدموية والجهاز العصبي، يمكن رفع الجلد والنسيج تحت الجلد وسفاق الفروة عن الجمجمة مع تقليل احتمال النزف أو تلف الأعصاب أو النخر إلى أدنى حد. وُصفت هذه الطريقة لأول مرة من قبل أورتيكوتشيا في عام 1967، ولكنها تطورت لتقليل تشكل الندب. الطبقة الخامسة من الجمجمة هي السمحاق، ويُشار إليها أيضًا باسم سمحاق القحف. يمكن فصلها عن الجمجمة، عدا المنطقة القريبة من الدروز. تتكون الجمجمة من طبقة داخلية وطبقة خارجية، يفصل بينهما عظم إسفنجي يُعرف باسم المنطقة خلال اللوحتين.

### الأوعية الدموية
توجد على جانبي فروة الرأس خمس شرايين كبيرة تروي فروة الرأس. يجب أن تحتوي السدائل الموضعية المستخدمة لإعادة بناء فروة الرأس على واحد على الأقل من هذه الشرايين الرئيسية، لتأمين تروية دموية كافية. يمكن تقسيم فروة الرأس إلى أربع مناطق وعائية مختلفة:
- الأمامي: الشريان الجبهي والشريان فوق الحجاج.
- الجانبي: الشريان الصدغي السطحي.
- الخلفي: الشريان القذالي.
- الجانبي الخلفي: الشريان الأذني الخلفي.[6]

تتفاغر الأوردة في كثير من الأحيان مع بعضها البعض وتدخل الأوردة خلال اللوحتين لعظام الجمجمة والجيوب الجافية. تعد هذه نقطة صعوبة إضافية بسبب اختلاف أنماط الأوردة. ترافق أوردة فروة الرأس الشرايين ولها أسماء مشابهة:
- الأمامي: الوريد الجبهي والوريد فوق الحجاج.
- الجانبي: الوريد الصدغي السطحي.
- الخلفي: الوريد القذالي.
- الجانبي الخلفي: الوريد الأذني الخلفي.

## النتيجة
مع ارتفاع نسبة الإصابة بسرطان الخلايا القاعدية وسرطان الخلايا الحرشفية، تزداد الحاجة إلى إعادة البناء بعد الاستئصال الجذري لهذه الأورام الخبيثة في الجلد. تعتمد خيارات إعادة البناء على الموقع والحجم. غالبًا لا تكفي عملية واحدة لحل المشكلة، لأن التعديلات الصغيرة ضرورية لتحقيق نتائج جمالية جيدة. قد تؤثر طرق العلاج الإضافية بعد الجراحة مثل العلاج الإشعاعي والعلاج الكيميائي على النتيجة النهائية.

## الناحية الجمالية والوظيفية
تشكل العيوب الصدغية والجبهية تحديًا جماليًا أصعب ويُفضل تغطيتها بسديلة رقيقة للمحافظة على الناحية الجمالية. على الرغم من أن الجبين ليس وحدة جمالية مهمة للغاية، لكن عدم تطابق الألوان والضخامة ستلفت الانتباه بسرعة. يمكن أن تعطي عملية إعادة بناء الجبين بالسديلة الحرة مظهر جبين ضخم، ويختلف مدى مطابقة الألوان بحسب الخلفية العرقية والجينية. قد لا يرضى بعض الأشخاص عن النتيجة وقد يعانون من مشاكل نفسية مثل ضعف الثقة بالنفس أو حتى الاكتئاب. في بعض الأحيان، قد نُضطر إلى جراحة ثانية لتحسين لون البشرة. يمكن للتطعيم الفوقي للجلد باستخدام جلد فروة الرأس أن يحسن من تطابق اللون.

## المضاعفات
يمكن تقسيم المضاعفات اللاحقة للعمليات الجراحية إلى مشاكل لدى المانح ومشاكل لدى المتلقي. تشمل مضاعفات المانح التهاب الجرح أو ورم دموي ومصلي تشمل مضاعفات المتلقي (كليًا أو جزئيًا) نخر السديلة أو التهاب الجرح أو تفزر الجرح أو ورم دموي أو فشل تطعيم الجلد. لتجنب حدوث نزيف كبير أو اضطرابات حسية، يجب مراعاة تشريح فروة الرأس، مثل إجراء شقوق موازية للأوعية الدموية دون اختراقها. بسبب غزارة التروية الدموية في الرأس، يمكن أن تؤدي إصابات فروة الرأس إلى نزيف حاد، وقد يكون من الصعب إيقافه إذا ارتجعت الأوعية الدموية المقطوعة إلى الطبقة الدهنية.